# Antoine Lie
Antoine Lie, né le 5 janvier 1966 à Strasbourg, est un nez créateur de parfums.

## Biographie
Ses parents sont des enseignants en architecture et en arts plastiques. Il découvre son intérêt pour le parfum dès l'âge de 12 ans, ce qui le conduit à faire des études de chimie, puis il passe 18 mois à apprendre l'art du parfum à l'Ecole Roure qui avait été créée par Jean Carles à Grasse. Il y rencontre sa future épouse, dont il a 2 enfants. 
Il travaille ensuite à New York dans l'antenne de Roure, qui avait alors été racheté par Givaudan. A cette époque, il habite à Ridgewood (New Jersey).
Il revient en France où il travaille chez Givaudan.
En 2011, il rejoint Takasago.
Il collabore avec Etienne de Swardt aux parfums parfums Rien, Divin’enfant. 
Avec Julien Pruvost, directeur de la création de Cire Trudon, il crée Bruma et Aphélie,.
En 2018, il devient indépendant et crée la société Aloe.

## Aspects techniques
Il est « adepte de l’extraction d’essences de plantes et de fleurs par ultrasons ».
Pour lui, la réussite d'un parfum à long terme est liée à l'utilisation de produits purs, au concept et à l'innovation. Elle est peu liée à la marque. Il est opposé à l'utilisation systématique de panels de consommateurs et au blacklistage de certains ingrédients destiné à maximiser le profit des sociétés. Il rejette l'utilisation de parfums de patisserie au profit de ceux de bois et d'épices. Il est moins intéressé par les fleurs. Cette attitude l'a fait qualifier de « rebelle pour le producteur de parfums Givaudan »,,.